# Gastrula

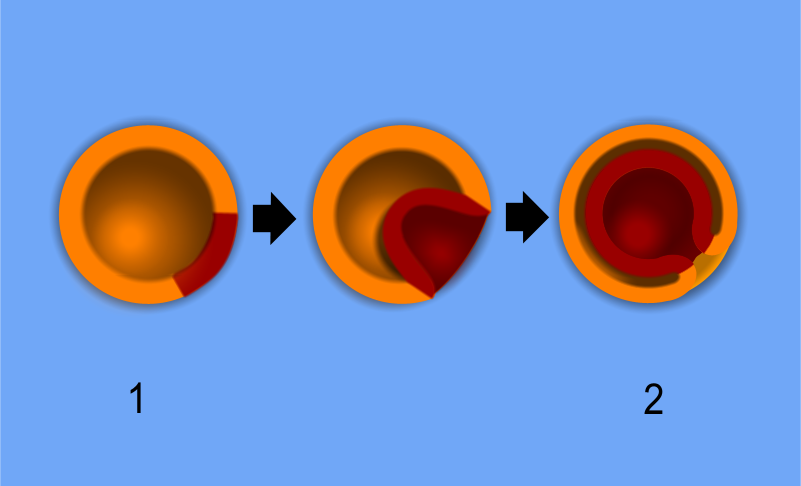
1 - blastula, 2 - gastrula; orange - ektoderm, röd - endoderm.

Gastrulan är en fas i den embryotiska utvecklingen som ses hos alla djur förutom svampdjuren. Den följer blastula-fasen.
Gastrulan uppkommer genom att den blåsformiga blastulans cellmaterial på något ställe förs in i embryots inre, vanligen genom inbuktning och bildar en tvåskiktig blåsa (ett bägarstadium), vars yttervägg kallas ektoderm, medan det inre cellskiktet kallas endoderm. Denna "inbuktning" kallas med ett finare ord för invagination.
Mellan dessa två skikt utvecklas senare ett tredje skikt, mesodermet. Skeendet kallas gastrulation.